# 阿卜杜勒·哈利姆 (印度尼西亚)
阿卜杜勒·哈利姆（1911年12月27日—1987年7月4日）一般简称哈利姆，是已故印度尼西亚医生、政治人物，是印尼共和国第4任内阁总理，不过他当总理时，印尼共和国是印尼联邦共和国的一个联邦成员，并不拥有整个印度尼西亚的主权。印尼联邦制结束后，他任统一的印尼共和国内阁国防部长。